# Dzierkowszczyzna
Dzierkowszczyzna (biał. Дзеркаўшчына, Dzierkauszczyna; ros. Дерковщина, Dierkowszczina) – wieś na Białorusi, w obwodzie witebskim, w rejonie głębockim, nad rzeką Marchwą, 13 km na południowy zachód od Głębokiego. Wchodzi w skład sielsowietu Koroby.
Siedziba parafii prawosławnej (pw. św. Pantelejmona) i rzymskokatolickiej (pw. Wniebowstąpienia Pańskiego).

## Historia
W 1744 roku Dzierkowszczyzna leżała na terenie parafii w Głębokiem w dekanacie połockim diecezji wileńskiej.
Wieś została opisana w Słowniku geograficznym Królestwa Polskiego. Z opisu wynika, że w 1806 wieś należała do Antoniego Buchowieckiego, ostatniego podwojewodziego wileńskiego (1779–1790). W 1866 roku w folwarku mieszkało 56 osób wyznania rzymskokatolickiego. Była tam gorzelnia. We wsi w 26 domach mieszkało 196 osób, katolików. Miasteczko leżało w gminie Sitce, powiecie wilejskim, guberni wileńskiej Imperium Rosyjskiego. Miejscowość należała do Domejków.
W okresie międzywojennym wieś, folwark a następnie kolonia i szkoła leżała w granicach II Rzeczypospolitej w gminie Norzyca, a następnie w gminie wiejskiej Głębokie, w powiecie dziśnieńskim, w województwie wileńskim.
Według Powszechnego Spisu Ludności z 1921 roku zamieszkiwało:
- wieś – 191 osób, 187 było wyznania rzymskokatolickiego a 4 mahometańskiego. Jednocześnie 99 mieszkańców zadeklarowało polską przynależność narodową, 90 białoruską a 2 tatarską. Były tu 43 budynki mieszkalne[6]. W 1931 w 51 domach zamieszkiwały 244 osoby[7].
- folwark  a następnie kolonię – 84 osoby, wszystkie były wyznania rzymskokatolickiego. Jednocześnie 76 mieszkańców zadeklarowało polską przynależność narodową, 8 białoruską. Było tu 6 budynków mieszkalnych[6]. W 1931 w 24 domach zamieszkiwało 140 osób[7].
- szkołę  – w 1931 zamieszkiwały 4 osoby[7].

Po agresji ZSRR na Polskę w 1939 roku wieś znalazła się pod okupacją sowiecką, w granicach BSRR. W latach 1941–1944 była pod okupacją niemiecką. Następnie leżała w BSRR. Od 1991 roku w Republice Białorusi.

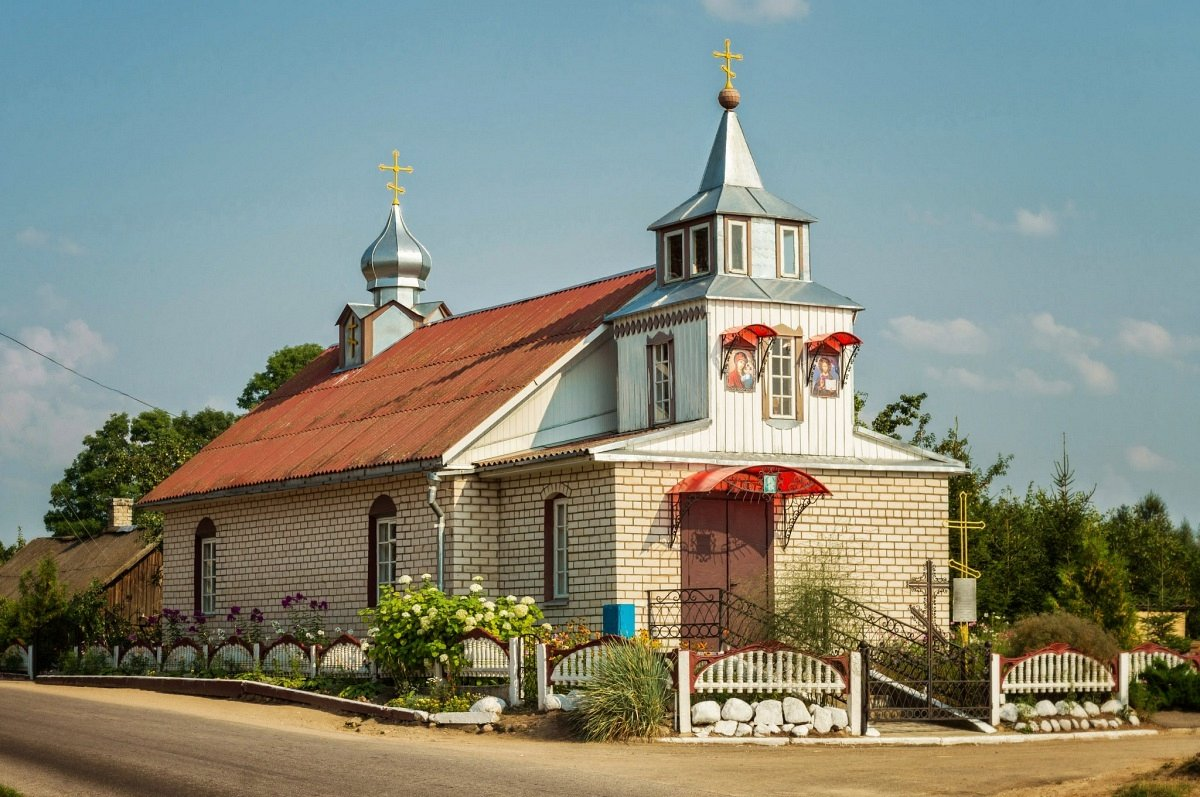
Cerkiew św. Pantelejmona

## Atrakcje
- kościół Wniebowstąpienia Pańskiego
- cerkiew prawosławna pw. św. Wielkiego Męczennika i Cudotwórcy Pantelejmona, parafialna
- cmentarz katolicki
- park dworski Domejków, dwór z XIX w. został rozebrany w 1939 roku, a z budulca zbudowano trzy nowe domy.

## Parafia rzymskokatolicka
Mieszkańcy wyznania rzymskokatolickiego podlegają parafii Wniebowstąpienia Pańskiego w Dzierkowszczyźnie. Obecny kościół parafialny wzniesiony został w 1822 roku przez Leona Domejkę.